# John Ashton (acteur)
Pour les articles homonymes, voir John Ashton et Ashton.
John Ashton est un acteur américain, né le 22 février 1948 à Springfield (Massachusetts) et mort le 26 septembre 2024 à Fort Collins (Colorado).

## Biographie

### Carrière
Il interprète le personnage Willie Joe Garr dans plusieurs épisodes de Dallas. Son personnage est accusé d'homicide involontaire sur la personne de Julie Grey, personnage joué par l'actrice Tina Louise. Il est connu pour avoir interprété le sergent John Taggart dans 3 des 4 volets (1, 2, 4) du Flic de Beverly Hills et le chasseur de primes Marvin Dorfler dans Midnight Run.

### Vie privée
John Ashton a été marié à Victoria Marie Runn du 5 août 1967 à 1970,. Il s'est remarié avec Bridget Baker de 1976 à 2001. Il a deux enfants issus de ses deux mariages.

### Mort
Le 26 septembre 2024 à Fort Collins (Colorado), John Ashton meurt d'un cancer, à l'âge de 76 ans,.

## Filmographie

### Cinéma

#### Longs métrages
- 1973 : Psychopath (en) de Larry G. Brown : le sergent Matthews
- 1974 : So Evil, My Sister (en) de Reginald Le Borg : Brock
- 1976 : Cat Murkil and the Silks de John A. Bushelman : le coach Larkin
- 1977 : Bon Dieu !  (Oh, God!), de Carl Reiner : l'officier de police (non crédité)
- 1979 : La Bande des quatre (Breaking Away) de Peter Yates : le frère de Mike
- 1980 : Chicanos, chasseur de têtes (Borderline) de Jerrold Freedman : l'agent de patrouille frontalière Charlie Monroe
- 1981 : Honky Tonk Freeway de John Schlesinger : Otto Kemper
- 1984 : Les Aventures de Buckaroo Banzaï à travers la 8e dimension (The Adventures of Buckaroo Banzai Across the 8th Dimension) de W. D. Richter : le patrouilleur
- 1984 : Le Flic de Beverly Hills (Beverly Hills Cop) de Martin Brest : le sergent John Taggart
- 1986 : Last Resort de Zane Buzby (en) : Phil Cocoran
- 1986 : King Kong 2 (King Kong Lives) de John Guillermin : le lieutenant-colonel R. T. Nevitt
- 1987 : L'Amour à l'envers (Some Kind of Wonderful) de Howard Deutch : Cliff Nelson
- 1987 : Le Flic de Beverly Hills 2 (Beverly Hills Cop II) de Tony Scott : le sergent John Taggart
- 1988 : La Vie en plus (She's Having a Baby) de John Hughes : Ken
- 1988 : Midnight Run de Martin Brest : Marvin Dorfler
- 1989 : I Want to Go Home d'Alain Resnais : Harry Demspey
- 1991 : La P'tite Arnaqueuse  (Curly Sue) de John Hughes : Frank Arnold
- 1994 : Little Big Boss (Little Big League) d'Andrew Scheinman : Mac Macnally
- 1994 : Descente à Paradise (Trapped in Paradise) de George Gallo : Ed Dawson
- 1994 : In the Living Years de John Harwood et Johnny Remo : Mike Donohue[6]
- 1995 : The Shooter de Ted Kotcheff : Alex Reed
- 1996 : L'Homme du cartel (For Which He Stands) de Nelson McCormick : le procureur
- 1996 : Des flics aux trousses (Fast Money) d'Alex Wright : le lieutenant Diego
- 1998 : Meet the Deedles de Steve Boyum : le capitaine Douglas Pine
- 1999 : Instinct de Jon Turteltaub : le garde Dacks
- 1999 : La Grande Avalanche (en) (Avalanche ou Escape from Alaska) de Steve Kroschel : Kemp
- 2001 : Bill's Gun Shop (en) de Dean Hyers : Bill Voight
- 2006 : Sweet Deadly Dreams de Walter Stewart : Harry
- 2007 : Gone Baby Gone de Ben Affleck : Poole
- 2009 : Middle Men de George Gallo : Morgan
- 2015 : Uncle John (en) de Steven Piet : John
- 2017 : The Neighborhood (en) de Frank D'Angelo (en) : Matt Kravinsky
- 2018 : The Joke Thief (en) de Frank D'Angelo : Joseph Rogers
- 2019 : Once Upon a River (en) de Haroula Rose (en) : Smoke
- 2019 : The Last Big Save de Frank D'Angelo : Joseph Bird, Sr.
- 2019 : Making a Deal with the Devil de Frank D'Angelo : le directeur du FBI
- 2019 : My Little Baby de Giorgio Bruno : le shérif Johnson
- 2019 : American Christmas de Jaymes Camery : Rob
- 2020 : Death in Texas (en) de Scott Windhauser : Asher
- 2023 : Lonesome Soldier de Nino Aldi : Macroberts
- 2024 : Le Flic de Beverly Hills 4 (Beverly Hills Cop: Axel F) de Mark Molloy : le commissaire John Taggart
- 2024 : All Happy Families (en) de Haroula Rose : Roy Landry
- date inconnue : Hot Bath an' a Stiff Drink 2 de Matthew Gratzner : le juge Nathan Rivers (sortie posthume) (en attente d'une date de sortie aux États-Unis[6])
- date inconnue : Hot Bath, Stiff Drink, an' a Close Shave de Matthew Gratzner : le juge Nathan Rivers (sortie posthume) (en postproduction[6])

#### Courts métrages
- 1984 : Money Hunt: The Mystery of the Missing Link de David Hemmings : Cash Hunt (sorti directement en vidéo)
- 1998 : My Uncle Sidney de Timothy Dee : oncle Sidney

### Télévision

#### Téléfilms
- 1975 : My Father's House d'Alex Segal : le sergent
- 1978 : The Wilds of Ten Thousand Islands de Charles S. Dubin : Orville
- 1978 : Lawman Without a Gun (en) de Jerrold Freedman : le 1er soldat
- 1981 : Elvis and the Beauty Queen (en) de Gus Trikonis : Jake
- 1991 : Saturday's de Michael Fresco et Ron Lagomarsino : George
- 1992 : Affaire piégée (Dirty Work) de John McPherson et Jonathan B. Taylor : Eddie
- 1997 : Little Girls in Pretty Boxes de Christopher Leitch : Peter Bryant
- 1998 : The Day Lincoln Was Shot (en) de John Gray : Ulysses S. Grant
- 2005 : Jane Doe, miss détective : Un mort en cavale (Jane Doe: Til Death Do Us Part) d'Armand Mastroianni : Richie Parsons
- 2007 : Démons de pierre (Reign of The Gargoyles) d'Ayton Davis : le commandant Latham

#### Séries télévisées
- 1974 : Kojak : Cullen (saison 1, épisode 20)
- 1974 : Emergency! (en) : le conducteur du break (saison 4, épisode 3 - non crédité)
- 1974 : Columbo : Calvin MacGruder (saison 4, épisode 2 : Réactions négatives)
- 1976 : Phyllis : le payeur de taxe (saison 2, épisode 2)
- 1976 : Police Story : le sergent Paulson (saison 4, épisode 4)
- 1976 : Barnaby Jones (Barnaby Jones) : Lester Shiller (saison 5, épisode 10)
- 1977 : Sergent Anderson (Police Woman) : Curt Thomas (saison 3, épisode 12)
- 1977 : Wonder Woman : l'homme de main nazi (saison 1, épisode 12 - non crédité)
- 1977 : Code R (en) : Karl (saison 1, épisode 4)
- 1977 : The Rhinemann Exchange (en) : Ballentyne (mini-série, 1 épisode)
- 1977 : M*A*S*H : le député (saison 6, épisode 3)
- 1977-1978 : Starsky et Hutch (Starsky and Hutch) : Paul H. Willits (saison 2, épisode 21) et Roy Sears (saison 4, épisode 10)
- 1978 : Carter Country (en) : le garde no 1 (saison 2, épisode 8)
- 1978-1979 : Dallas : Willie Joe Garr (6 épisodes)
- 1980-1981 : Breaking Away (en) : Roy (2 épisodes)
- 1982 : Police Squad (Police Squad!) : Rocky (saison 1, épisode 5)
- 1985 : L'Agence tous risques (The A-Team) : Cactus Jack Slater (saison 3, épisode 14)
- 1985 : Mort en Californie (A Death in California) : l'inspecteur Bob Swalwell (mini-série en 2 épisodes)
- 1985 : La Cinquième Dimension (The Twilight Zone) : le chef d'équipe Brady Simmons (segment Caméléon) (saison 1, épisode 2)
- 1986 : Le Juge et le Pilote (Hardcastle and McCormick) : Leonard Porter (saison 3, épisode 22)
- 1986 : Au-dessus de tout soupçon (en) (The Deliberate Stranger) : l'inspecteur Roger Dunn (mini-série en 2 épisodes)
- 1986 : Brothers : agent Harry (saison 3, épisode 21)
- 1989 : I Know My First Name Is Steven (en) : l'inspecteur Stayner (mini-série en 2 épisodes)
- 1989-1990 : Duo d'enfer (Hardball) : Charlie Battles  (18 épisodes)
- 1990 : The Tracey Ullman Show : Jimmy, le voisin portier (saison 4, épisode 20)
- 1991 : Amour, Meurtre et Mensonges (en) (Love, Lies and Murder) : Carrothers (mini-série en 2 épisodes)
- 1993 : Les Tommyknockers : le soldat Dutch Duggan (mini-série en 2 épisodes)
- 1995 : EastEnders : M. Corby (2 épisodes)
- 1996 : JAG : l'agent Brian Turque (saison 1, épisode 22)
- 1998 : Les Rois du Texas (King of the Hill) : l'instructeur (série d'animation, voix originale - saison 3, épisode 4)
- 1999 : Fantasy Island (en) : Bobby (saison 1, épisode 13)
- 2001 : Amy (Judging Amy) : Dashiel Purdue (saison 2, épisode 16)
- 2001 : On the Road Again (en) (Going to California) : Victor (saison 1, épisode 6)
- 2002 : Body and Soul : Jordan Meadows (saison 1, épisode 4)
- 2003 : Family (en) : Martin (2 épisodes)
- 2009 : New York, unité spéciale (Law and Order: Special Victims Unit) : le chef des détectives Alan Fewkes (saison 10, épisode 18)
- 2011 : Facing Kate (Fairly Legal) : Lou Fisher (saison 1, épisode 4)
- 2012 : The Finder : Franklin Sherman (saison 1, épisode 13)
- 2021-2022 : Poddywood : invité (série de podcast, 6 épisodes)